# Bene Tleilax
Il Bene Tleilax è una sorta di società segreta o corporazione nel Ciclo di Dune creato da Frank Herbert. I Tleilaxu, il popolo che ha fondato e forma il Bene Tleilax, sono manipolatori genetici, dispongono dello stesso potere di una delle case maggiori dell'Impero e controllano un indefinito numero di pianeti.
Non organizzati come una società feudale (a differenza della maggior parte dell'Impero), i Tleilaxu sono gelosi del loro segreti; di loro si conosce molto poco, anche se nel romanzo Gli eretici di Dune la loro società è definita meritocratica. Sono maggiormente conosciuti come creatori di prodotti biotecnologici come occhi artificiali, ghola e Danzatori del Volto.
L'uso della parola "Bene" prima del loro nome suggerisce che il loro sia un ordine di qualche tipo, come il Bene Gesserit; questo diventa chiaro negli ultimi due romanzi della saga, Gli eretici di Dune e La rifondazione di Dune.

## Storia
Il fondatore del Bene Tleilax fu un Maestro di nome Xutthu. Negli ultimi due libri vengono rivelati importanti aspetti dei Tleilaxu: sono Zensunni, cioè derivano la loro filosofia da una distante deviazione del Buddismo e della visione sunnita dell'islam. La loro rigida società è organizzata secondo linee teologiche. I Tleilaxu hanno tenuto nascosto tutto ciò per migliaia di anni, aspettando l'avvento della loro supremazia che pensavano sarebbe avvenuta nel corso delle vicende narrate ne Gli eretici di Dune.
In La rifondazione di Dune il Bene Tleilax è stato completamente annientato dalle Matres Onorate, eccezion fatta per uno dei suoi Maestri, Scytale, probabilmente un ghola dell'originale presente in Messia di Dune (anche se lo Scytale di Messia di Dune era un Volto Danzante, mentre quello in La rifondazione di Dune è un Maestro), catturato dalle Bene Gesserit.
Gli antenati del Bene Tleilax vengono presentati nella serie de Dune: The Butlerian Jihad di Brian Herbert e Kevin J. Anderson. Essi sono una civiltà di mercanti umani conosciuti come Tlulaxa specializzati nel commerciare schiavi e nel riprodurre organi.

## Tecnologie
I Tleilaxu sono i maestri delle scienze biologiche e dispongono di molte tecnologie segrete nell'universo di Dune.

### Ghola
Un ghola è un clone umano, fatto crescere in una Vasca Axolotl a partire dal DNA recuperato da un cadavere. Ai tempi di Dune, un ghola non ha accesso ai ricordi della persona da cui è stato clonato, ma in Messia di Dune viene scoperto che un ghola può riacquistare la sua memoria genetica tramite un accurato procedimento comportante stress emotivi. Molto più avanti nella serie si scopre che i Maestri Tleilax hanno sempre usato questa tecnologia come una sorta di forma di immortalità: alla loro morte vengono clonati, e il loro clone recupera i ricordi precedenti, così da permettere ai Maestri nelle loro successive incarnazioni di disporre di ricordi di migliaia di anni.
Una forma particolare di ghola è costituita dai Mentat distorti.

### Vasca Axolotl
Una Vasca Axolotl è essenzialmente una donna cerebralmente morta il cui ventre è usato come vasca per creare ghola e altre creature. Ecco perché non è mai stata vista nessuna femmina Tleilaxu. Ne Gli eretici di Dune è rivelato che i Tleilaxu possono anche creare la spezia melange nelle loro vasche, spezzando così il monopolio di Arrakis durato migliaia di anni che determinava l'equilibrio politico ed economico dell'Impero.
In La rifondazione di Dune le Bene Gesserit hanno acquisito tale tecnologia e sono in grado di usarla per creare ghola per i loro scopi.

### Volti Danzanti (Danzatori del Volto o Danzatori di Facce)
I Volti Danzanti sono creature sterili e con una obbedienza verso i loro Maestri programmata geneticamente. Hanno l'abilità di assumere le fattezze altrui e negli ultimi romanzi del ciclo anche quella di rubare i ricordi dai cadaveri appena morti. Vengono usati dai Tleilaxu in tutto l'universo per impersonare personaggi chiave dopo aver ucciso questi ultimi.